# Aniulus fili
Aniulus fili är en mångfotingart som beskrevs av Loomis 1975. Aniulus fili ingår i släktet Aniulus och familjen Parajulidae. Inga underarter finns listade i Catalogue of Life.